# Kanadische Biathlonmeisterschaften 2013
Die Kanadischen Biathlonmeisterschaften 2013 wurden vom 16. bis 20. März im Whistler Olympic Park im kanadischen Whistler ausgetragen. Die Rennen fanden unter dem Titel Sea to Sky Nordic Festivals statt, in dessen Rahmen auch die nationalen Meisterschaften im Skispringen, im Langlauf und in der Nordischen Kombination ausgetragen wurden.
Sowohl Männer als auch Frauen traten jeweils in den Disziplinen Massenstart, Sprint und Verfolgung sowie gemeinsam in der Mixed-Staffel an. Neben den kanadischen Biathleten nahmen auch US-Amerikaner und Russen als Gaststarter an den Wettkämpfen teil, die nicht in die offizielle Wertung um die kanadischen Meisterschaften einflossen, jedoch in die der gleichzeitig stattfindenden Nordamerikanischen Meisterschaften im Biathlon.

## Männer

### Sprint 10 km
| Platz | Sportler          | Zeit    | Schieß- fehler |
| ----- | ----------------- | ------- | -------------- |
| 1     | Nathan Smith      | 25:53.7 | 0-2            |
| 2     | Kurtis Wenzel     | +59.8   | 0-0            |
| 3     | Marc-André Bédard | +1:30.2 | 1-3            |
| 4     | Matt Neumann      | +1:54.5 | 1-3            |
| 5     | Vincent Blais     | +2:16.9 | 0-2            |
| 6     | David Grégoire    | +2:23.0 | 0-2            |
| 7     | Andrew Chisholm   | +3:35.0 | 1-1            |
| 8     | Ryan Burlingame   | +4:03.3 | 1-1            |
| 9     | Kai Skinstad      | +6:10.6 | 1-2            |
| 10    | Elijah MacCulloch | +6:31.5 | 1-3            |

Datum: Samstag, 16. März 2013

Es starteten 24 von 26 gemeldeten Läufern, darunter auch Sportler aus den Vereinigten Staaten. Bester wurde Bill Bowler als Dritter.

### Verfolgung 12,5 km
| Platz | Sportler          | Zeit    | Schieß- fehler |
| ----- | ----------------- | ------- | -------------- |
| 1     | Kurtis Wenzel     | 32:16.2 | 0-0-0-0        |
| 2     | Nathan Smith      | +6.8    | 0-0-1-2        |
| 3     | Marc-André Bédard | +1:07.2 | 0-1-1-1        |
| 4     | David Grégoire    | +3:32.4 | 0-2-2-1        |
| 5     | Vincent Blais     | +4:19.2 | 0-2-2-3        |
| 6     | Matt Neumann      | +4:55.2 | 3-2-4-2        |
| 7     | Andrew Chisholm   | +6:41.6 | 2-3-1-2        |
| 8     | Ryan Burlingame   | +7:58.7 | 3-1-2-3        |
| 9     | Elijah MacCulloch | +8:05.2 | 0-1-2-2        |
| 10    | Kai Skinstad      | +8:43.8 | 2-0-5-1        |

Datum: Sonntag, 17. März 2013

Alle Teilnehmer des Sprintrennens gingen auch im Verfolger an den Start. Nathan Smith vergab den Sieg durch einen Frühstart, der mit einer Zeitstrafe von 30 Sekunden geahndet wurde. Bester US-Amerikaner wurde Raileigh Goessling als Dritter.

### Massenstart 15 km
| Platz | Sportler          | Zeit    | Schieß- fehler |
| ----- | ----------------- | ------- | -------------- |
| 1     | Nathan Smith      | 37:53.0 | 1-0-0-2        |
| 2     | Marc-André Bédard | +44.8   | 0-0-4-0        |
| 3     | Kurtis Wenzel     | +1:38.2 | 0-0-1-1        |
| 4     | Vincent Blais     | +2:18.5 | 0-1-2-0        |
| 5     | David Grégoire    | +2:22.9 | 1-0-1-0        |
| 6     | Matt Neumann      | +3:05.4 | 2-3-2-1        |
| 7     | Andrew Chisholm   | +4:01.6 | 0-0-1-0        |
| 8     | Ryan Burlingame   | +6:09.8 | 0-0-1-4        |
| 9     | David Poffenroth  | +7:00.6 | 1-0-1-0        |
| 10    | Kai Skinstad      | +7:44.5 | 1-1-2-3        |

Datum: Dienstag, 19. März 2013

An dem Rennen nahmen 23 Athleten teil. Wie schon im Sprint wurde der US-Amerikaner Bill Bowler Dritter.

## Frauen

### Sprint 7,5 km
| Platz | Sportler            | Zeit    | Schieß- fehler |
| ----- | ------------------- | ------- | -------------- |
| 1     | Audrey Vaillancourt | 21:35.5 | 0-0            |
| 2     | Megan Heinicke      | +1:31.5 | 0-3            |
| 3     | Kathryn Stone       | +3:54.0 | 2-3            |
| 4     | Claude Godbout      | +4:03.6 | 5-2            |
| 5     | Emma Lunder         | +4:44.3 | 2-3            |
| 6     | Julia Ransom        | +4:58.8 | 2-4            |
| 7     | Melanie Schultz     | +5:00.3 | 0-2            |
| 8     | Betsy Mawdsley      | +6:25.1 | 1-3            |
| 9     | Jennifer Paterson   | +6:59.0 | 2-1            |
| 10    | Alicia Hurley       | +9:24.6 | 0-3            |

Datum: Samstag, 16. März 2013

Es starteten 14 Läuferinnen, darunter mit Corrine Malcolm (3.) und Andrea Mayo (10.) zwei US-Amerikanerinnen und Leysan Valiullina aus Russland.

### Verfolgung 10 km
| Platz | Sportler            | Zeit     | Schieß- fehler |
| ----- | ------------------- | -------- | -------------- |
| 1     | Audrey Vaillancourt | 31:43.4  | 1-0-12         |
| 2     | Julia Ransom        | +1:18.9  | 0-0-2-1        |
| 3     | Megan Heinicke      | +1:46.0  | 1-0-5-1        |
| 4     | Claude Godbout      | +1:56.1  | 0-2-3-1        |
| 5     | Kathryn Stone       | +5:15.6  | 0-3-4-2        |
| 6     | Emma Lunder         | +5:18.6  | 2-2-2-1        |
| 7     | Betsy Mawdsley      | +7:32.8  | 1-0-2-2        |
| 8     | Jennifer Paterson   | +9:35.1  | 1-1-2-1        |
| 9     | Jessica Biggs       | +10:28.4 | 2-1-2-1        |
| DNS   | Melanie Schultz     |          |                |

Datum: Sonntag, 17. März 2013

Neun der zehn gemeldeten kanadischen Läuferinnen gingen an den Start.  Zudem waren auch die drei ausländischen Athletinnen aus dem Sprint gemeldet.

### Massenstart 12,5 km
| Platz | Sportler            | Zeit     | Schieß- fehler |
| ----- | ------------------- | -------- | -------------- |
| 1     | Audrey Vaillancourt | 34:54.1  | 0-0-0-0        |
| 2     | Megan Heinicke      | +0.0     | 0-0-1-0        |
| 3     | Julia Ransom        | +2:14.0  | 2-0-1-1        |
| 4     | Claude Godbout      | +3:37.5  | 0-1-3-0        |
| 5     | Rosanna Crawford    | +3:49.4  | 1-1-2-2        |
| 6     | Emma Lunder         | +3:51.3  | 1-1-1-0        |
| 7     | Melanie Schultz     | +5:21.7  | 0-1-0-1        |
| 8     | Kathryn Stone       | +7:54.5  | 2-3-4-2        |
| 9     | Jessica Biggs       | +8:35.0  | 2-0-1-1        |
| 10    | Jennifer Paterson   | +10:15.0 | 2-0-3-1        |

Datum: Dienstag, 19. März 2013

Alle 14 gemeldeten Athletinnen beendeten das Massenstartrennen. Erfolgreichste ausländische Teilnehmerin war Corrine Malcolm, die wie schon im Sprint den dritten Platz belegte.

## Mixed-Staffel 3 × 6 km
| Platz | Land               | Sportler                                            | Zeit     | Strafrunden + Nachlader |
| ----- | ------------------ | --------------------------------------------------- | -------- | ----------------------- |
| 1     | Alberta 1          | Kurtis Wenzel Rosanna Crawford Nathan Smith         | 52:49.4  | 0+0                     |
| 2     | Québec 1           | Vincent Blais Audrey Vaillancourt Marc-André Bédard | +1:16.1  | 0+0                     |
| 3     | British Columbia 1 | Matt Neumann Megan Heinicke Jasper MacKenzie        | +4:22.0  | 1+0 0+0                 |
| 4     | Alberta 2          | Andrew Chisholm Emma Lunder Kai Skinstad            | +4:54.0  | 0+0 0+2                 |
| 5     | Québec 2           | David Grégoire Claude Godbout Erick Gosselin        | +7:37.2  | 0+0 0+1 3+0             |
| 6     | Alberta 3          | Elijah MacCulloch Kathryn Stone Alex Frost          | +8:48.5  | 0+0 0+1 0+0             |
| 7     | Ontario 3          | Nick Savaikauskas Alicia Hurley Isaac Shouldice     | +16:04.6 | 0+0                     |
| 8     | Alberta 4          | David Poffenroth Melanie Schultz Jennifer Paterson  | +18:44.3 | 0+1 0+0 0+1             |

Datum: Mittwoch, 20. März 2013

Am Start waren acht Mixed-Staffeln aus vier Territorien und Provinzen. Zudem starteten gleichzeitig auch die Teams der Junioren und Juniorinnen und der Jugend sowie elf Staffeln außerhalb der offiziellen Wertung, zum Beispiel aus den Vereinigten Staaten.

## Junioren
Sprint 10 km 16. März 2013 (Top 3)
| Platz | Sportler         | Zeit    | Schieß- fehler |
| ----- | ---------------- | ------- | -------------- |
| 1     | Macx Davies      | 27:16.2 | 1-1            |
| 2     | Menno Arendz     | +1:43.7 | 1-0            |
| 3     | Jasper MacKenzie | +2:46.1 | 0-3            |

Verfolgung 12,5 km 17. März 2013 (Top 3)
| Platz | Sportler         | Zeit    | Schieß- fehler |
| ----- | ---------------- | ------- | -------------- |
| 1     | Macx Davies      | 33:32.5 | 0-1-2-1        |
| 2     | Menno Arendz     | +2:42.8 | 1-1-1-0        |
| 3     | Jasper MacKenzie | +3:54.8 | 2-1-1-1        |

Massenstart 12,5 km 19. März 2013 (Top 3)
| Platz | Sportler         | Zeit    | Schieß- fehler |
| ----- | ---------------- | ------- | -------------- |
| 1     | Macx Davies      | 32:03.0 | 0-1-2-2        |
| 2     | Menno Arendz     | +57.6   | 0-0-0-0        |
| 3     | Jasper MacKenzie | +3:42.0 | 0-1-3-2        |

## Juniorinnen
Sprint 7,5 km 16. März 2013 (Top 3)
| Platz | Sportler        | Zeit    | Schieß- fehler |
| ----- | --------------- | ------- | -------------- |
| 1     | Rose-Marie Côté | 25:02.8 | 0-4            |
| 2     | Erin Yungblut   | +38.5   | 0-3            |
| 3     | Emma Lodge      | +1:33.2 | 3-3            |

Verfolgung 10 km 17. März 2013 (Top 3)
| Platz | Sportler        | Zeit    | Schieß- fehler |
| ----- | --------------- | ------- | -------------- |
| 1     | Rose-Marie Côte | 34:18.5 | 0-0-3-0        |
| 2     | Emma Lodge      | +1:08.3 | 0-1-1-3        |
| 3     | Erin Yungblut   | +1:44.1 | 1-1-3-1        |

Massenstart 10 km 19. März 2013 (Top 3)
| Platz | Sportler        | Zeit    | Schieß- fehler |
| ----- | --------------- | ------- | -------------- |
| 1     | Emma Lodge      | 31:18.8 | 0-0-1-2        |
| 2     | Rose-Marie Côte | +49.8   | 1-0-1-2        |
| 3     | Erin Yungblut   | +4:48.6 | 2-3-4-2        |

## Junioren/Juniorinnen Mixed-Staffel 3 × 6 km
| Platz | Land               | Sportler                                   | Zeit    | Strafrunden + Nachlader |
| ----- | ------------------ | ------------------------------------------ | ------- | ----------------------- |
| 1     | Alberta 6          | Christian Gow Emma Lodge Macx Davies       | 55:28.7 | 0+0 0+2 0+0             |
| 2     | Ontario 1          | Alexandre Dupuis Erin Yungblut Brett Davie | +2:17.7 | 0+0                     |
| 3     | British Columbia 2 | Arthur Roots Sarah Beaudry Julia Ransom    | +3:07.5 | 0+1 0+0                 |

Datum: Mittwoch, 20. März 2013